# Calliostoma torrei
Calliostoma torrei är en snäckart som beskrevs av Clench och Carlos Guillermo Aguayo 1940. Calliostoma torrei ingår i släktet Calliostoma och familjen Calliostomatidae. Inga underarter finns listade i Catalogue of Life.